# Douglas Cardinal

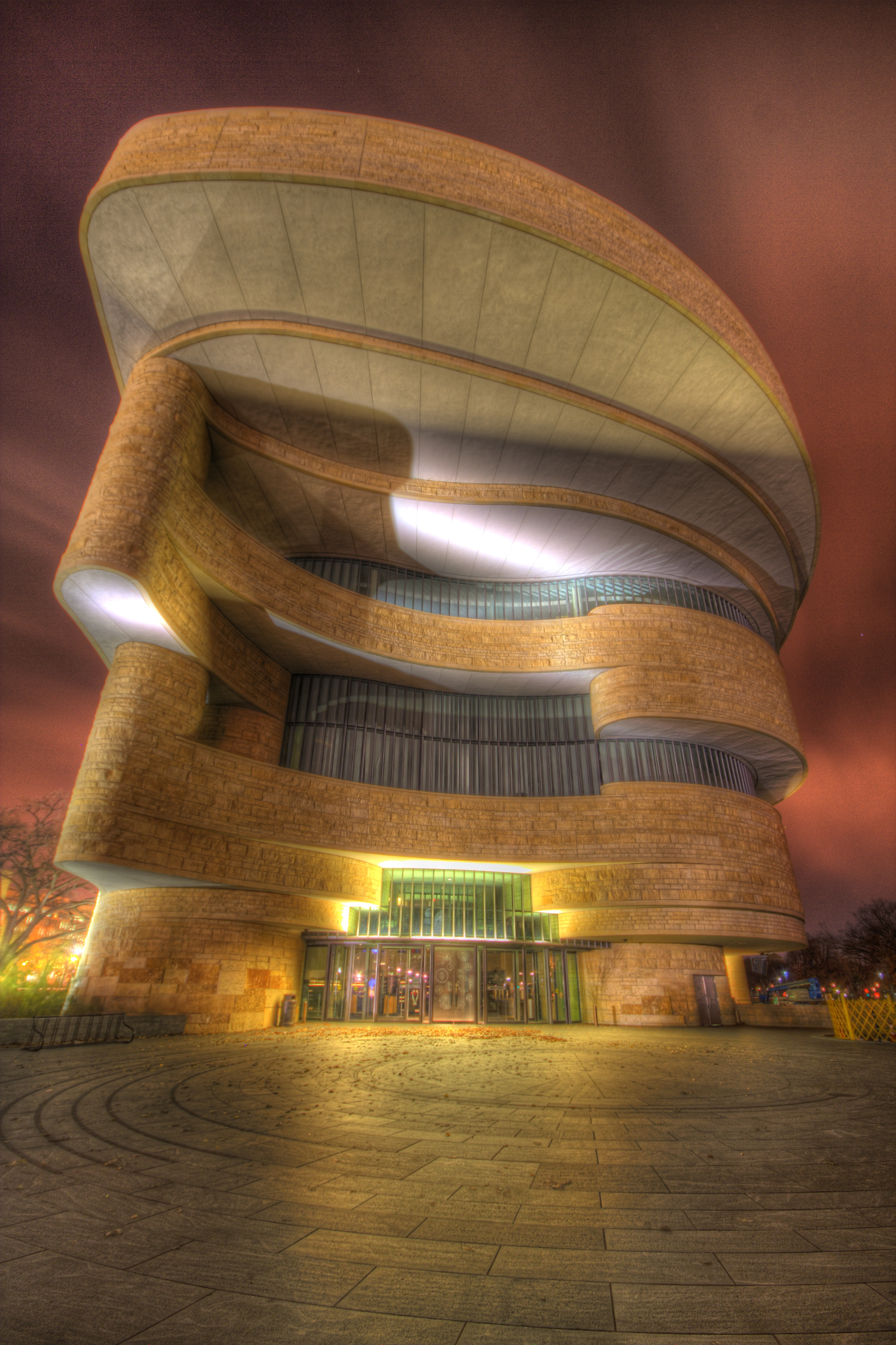
Narodowe Muzeum Indian Amerykańskich - fragment budynku

Douglas Cardinal (ur. 7 marca 1934 w Calgary) – kanadyjski architekt.

## Życiorys
Jest Metysem, ma częściowo pochodzenie niemieckie, a częściowo od Czarnych Stóp (Siksika). Jego ojciec był strażnikiem leśnym, matka pielęgniarką. Podczas nauki w szkole zainteresował się literaturą, rysunkiem i muzyką, 1952-1954 studiował architekturę na University of British Columbia w Vancouver, a 1956-1963 na University of Texas at Austin, 1954-1956 przebywał i pracował w Meksyku. W 1963 wrócił do Kanady, w 1964 otworzył biuro architektoniczne w Red Deer w Albercie. Wpływ na jego prace mieli Antoni Gaudi, Frank Lloyd Wright i Le Corbusier. Jako pierwszy kanadyjski architekt wykorzystywał w projektowaniu komputery. Jego najważniejsze projekty to Kościół Najświętszej Marii Panny w Red Deer (1967-1968) i budynek Canadian Museum of Civilization w Hull (1985-1989). W 1990 został oficerem Orderu Kanady, w 1992 otrzymał Molson Prize, w 1995 National Aboriginal Achievement Award, w 1999 złoty medal Royal Architectural Institute of Canada, w 2002 Queen Elizabeth II Golden Jubilee Medal, a w 2012 Queen Elizabeth II Diamond Jubilee Medal. Do 2013 otrzymał 12 doktoratów honoris causa (wszystkich większych kanadyjskich uczelni).